# Théorème de Hardy
En mathématiques, le théorème de Hardy est un résultat d'analyse complexe décrivant le comportement des fonctions holomorphes.
Soit {\displaystyle f} une fonction holomorphe non-constante sur la boule ouverte centrée en zéro de rayon {\displaystyle R} dans le plan complexe. Si l'on définit
{\displaystyle I(r)={\frac {1}{2\pi }}\int _{0}^{2\pi }\!\left|f(re^{i\theta })\right|\,d\theta }
pour {\displaystyle 0<r<R,} alors cette fonction est strictement croissante et est une fonction convexe de {\displaystyle \log r}.